# Denys Szelichow
Denys Wasylowycz Szelichow, ukr. Денис Васильович Шеліхов (ur. 23 czerwca 1989 w Chersoniu) – ukraiński piłkarz, grający na pozycji bramkarza.

## Kariera piłkarska

### Kariera klubowa
Wychowanek DJuSSz-15 Kijów. oraz klubu Systema-Boreks Borodzianka, barwy którego bronił w juniorskich mistrzostwach Ukrainy (DJuFL). Karierę piłkarską rozpoczął w drużynie rezerwowej Dnipra Dniepropetrowsk. Jesienią 2009 grał na zasadach wypożyczenia w Dnipro-75 Dniepropetrowsk. W rundzie wiosennej sezonu 2011/12 został wypożyczony do Wołyni Łuck. 18 marca 2012 debiutował w podstawowej jedenastce w Premier-lidze w meczu z Obołonią Kijów. Po podpisaniu kontraktu z Szachtarem Donieck przez drugiego bramkarza Dnipra Antona Kanibołoćkiego był przywrócony z wypożyczenia. Po zakończeniu sezonu 2012/13 opuścił Dnipro. 2 września 2013 ponownie został wypożyczony do końca roku do Wołyni Łuck. 12 stycznia 2017 po wygaśnięciu kontraktu opuścił dniprowski klub, ale wkrótce wrócił do klubu. Podczas przerwy zimowej sezonu 2016/17 opuścił Dnipro. 18 lipca 2017 został piłkarzem białoruskiego Isłaczu Minski Rajon. 29 marca 2018 przeniósł się do Łucza Mińsk. Po wygaśnięciu kontraktu w grudniu 2018 opuścił miński klub, a 11 stycznia 2019 został piłkarzem Saburtalo Tbilisi.

### Kariera reprezentacyjna
W 2009 debiutował w młodzieżowej reprezentacji Ukrainy.